# Sophinette Becker
Sophinette Becker (* 15. Dezember 1950 in Lindau im Bodensee; † 24. Oktober 2019) war eine deutsche psychoanalytische Psychotherapeutin und Sexualwissenschaftlerin.

## Leben
Sophinette Becker war die Tochter des Pädagogikprofessors Hellmut Becker und der deutsch-französischen Kinderbuchautorin Antoinette Becker und eines von sechs Geschwistern, zu denen unter anderem der Berliner Rechtsanwalt Nicolas Becker, der Psychoanalytiker Stephan Becker, und der Sozialpsychologe David Becker gehören. Sie studierte an der Universität Frankfurt am Main mit dem Abschluss Diplom-Psychologin (1978) und promovierte 2007 an der Universität Hannover. Von 1979 bis 1988 arbeitete sie als Assistentin an der Psychosomatischen Klinik der Universität Heidelberg, ab 1989 am Institut für Sexualwissenschaft der Universitätsklinik Frankfurt. Nach dessen Auflösung 2006 leitete sie bis 2011 die verbliebene „Sexualmedizinische Ambulanz“ und setzte dort die Arbeit des bis 2006 von Volkmar Sigusch geleiteten Instituts fort. Danach arbeitete sie weiter in freier Praxis. Anlässlich ihres Todes veröffentlichte die Wochenzeitung Jungle World einen ausführlichen Nachruf von Patsy l’Amour laLove.

### Forschungsthemen
Ihre Forschung richtete sich auf die Geschlechtsidentität, Perversionen bei Männern und Frauen und den kulturellen Wandel von Sexualität. Sie war ab der Gründung 1988 langjährige Mitherausgeberin der in der Tradition der Frankfurter Schule stehenden Zeitschrift für Sexualforschung, war im Vorstand der Deutschen Gesellschaft für Sexualforschung (DGfS) und gehörte von 2012 bis zu ihrem Tod der Herausgebergruppe der Beiträge zur Sexualforschung an. Besonders in der wissenschaftlichen Diskussion über Pädophilie und über sexuelle Identität wurden sie und ihr Werk häufig herangezogen.
Ihren letzten Vortrag hielt Becker im September 2018 auf der 8. Klinischen Tagung der DGfS, die in Göttingen dem Thema Sexualität zwischen Vielfalt und Überforderung gewidmet war. Unter dem Titel Geschlecht und sexuelle Orientierung in Auflösung – was bleibt? sprach Becker über die zunehmend flexiblen Grenzen zwischen den Geschlechtern und der abnehmenden Trennschärfe zwischen den sexuellen Orientierungen. Gewissheiten würden zugleich ins Wanken geraten und fortbestehen. Aktuell finde einerseits eine „machtvolle Re-Biologisierung des Diskurses über Geschlecht und sexuelle Orientierung“ statt, zugleich gelte „Geschlecht als konstruiert und beliebig veränderbar“. Was weiblich oder männlich sei, scheine „unklarer denn je“. Becker ging den Fragen nach, was „Geschlecht und sexuelle Orientierung in der heutigen Zeit bedeuten, und welche Konzeptionen dabei hilfreich“ sein könnten.

### Aufarbeitung der Geschichte
Sie leistete auch psychologisch angelegte Beiträge zur geschichtskulturellen Aufarbeitung der deutschen Geschichte: so über den Umgang mit der NS-Medizin an der Universität Heidelberg am Beispiel der kollegialen Missachtung von Alexander Mitscherlichs Studien zum Nürnberger Ärzteprozess. Sie trat gegen das Konzept eines fehlenden Aggressionstriebs oder einer natürlichen Friedfertigkeit der Frauen z. B. im Zusammenhang mit NS-Antisemitismus ein, wandte sich gegen eine Deutung der 68er-Bewegung als bloße Empörung gegen die Schuld der Vätergeneration oder analysierte den Umgang der westdeutschen 68er-Generation mit der (im Sinne von Ralph Giordano) „dritten Schuld“ (des SED-Staates) in der Wiedervereinigung, als deren Vertreter, die ehemaligen eigenen linken Utopien verdrängend, sich vielfach als „Chefankläger“ aufspielten. Am 9. November 1990 veröffentlichte Becker in der Frankfurter Rundschau einen Artikel, in dem sie den Ostdeutschen absprach, dass sie selbst eine Friedliche Revolution in der DDR angezettelt hätten, weil sie zu angepasst gewesen seien. Ihre Scham über sich habe sich dann in einer übersteigerten Aggression gegen die ehemalige Herrschaftsgruppe von SED und Stasi entladen. Diese Sichtweisen wurden von Historikern teilweise zurückgewiesen.

### Pädophilie in der Erziehung
Durch das jahrzehntelange Engagement ihres Vaters Hellmut Becker für die Odenwaldschule, der z. B. für die Einstellung des Schulleiters Gerold Becker gesorgt hatte, war ihr dieses progressive Landerziehungsheim in ihrer nahen Umgebung bekannt, zumal es sich nach eigener Behauptung um eine aufgeklärte Sexualerziehung bemühte. Auf dem Höhepunkt des Missbrauchskandals um dieses Internat um 2010 nannte sie die Debatte in der Zeitung Die Welt verlogen. Hentig reagierte nur durch Rückzug und blieb bis heute eine Antwort schuldig.

## Schriften (Auswahl)
- Brustkrebs und Weiblichkeit: ein psychoanalytischer Beitrag zur Psychosomatik des Mamma-Carzinoms. Diplomarbeit. Universität Frankfurt am Main, 1978. (Abdruck in: Forum für Medizin und Gesundheitspolitik. Band 16: Frauen und Gesundheit. Verlagsgesellschaft Gesundheit, Berlin/West 1981)
- mit Hans Jaeger: AIDS : psychosoziale Betreuung von AIDS- u. AIDS-Vorfeldpatienten. Thieme, Stuttgart / New York 1987, ISBN 3-13-703901-0.
- mit Walter Bräutigam: Kooperationsformen somatischer und psychosomatischer Medizin : Aufgabe – Erfahrungen – Konflikte, Springer, Berlin / Heidelberg 1988, ISBN 3-540-50223-8.
- Pädophilie zwischen Dämonisierung und Verharmlosung. In: Werkblatt. Zeitschrift für Psychoanalyse und Gesellschaftskritik. Nr. 38, 1/1997, S. 5–21 (online)
- Die Unordnung der Geschlechter : klinische und sozialpsychologische Beiträge zur Geschlechtsidentität und ihren Störungen. Dissertation. Hannover 2006.
- Sex, Lügen und Internet. Sexualwissenschaftliche und psychotherapeutische Perspektiven. (= Beiträge zur Sexualforschung. Band 93). Psychosozial-Verlag, 2009, ISBN 978-3-8379-2019-2.
- Sexuelle Verhältnisse im gesellschaftlichen Wandel Diskurse und Realitäten. In: Soziale Dimensionen der Sexualität (= Beiträge zur Sexualforschung. Band 94). 2010, ISBN 978-3-8379-2010-9.
- Sex mit Kindern – Diskurse und Realitäten. In: texte (psychoanalyse. aesthetik. kulturkritik.). 33. Jhg., Heft 2/13, 2013, S. 76–91.
- „Transsexualität“ – zwischen sozialer Konstruktion, bisexueller Omnipotenz und narzisstischer Plombe. In: Freie Assoziation. Band 16, Nr. 3+4, 2013, S. 65–81.
- Männliche Perversionen. In: B. Grimmer, T. Afflerbach, G. Dammann (Hrsg.): Psychoandrologie. Psychische Störungen des Mannes und ihre Behandlung. Kohlhammer, Stuttgart 2016, S. 102–119.
- mit Alexander Korte u. a. (Hrsg.): Pornografie und psychosexuelle Entwicklung im gesellschaftlichen Kontext : psychoanalytische, kultur- und sexualwissenschaftliche Überlegungen zum anhaltenden Erregungsdiskurs. Psychozial-Verlag, Gießen 2017, ISBN 978-3-8379-2817-4.

## Einzelbelege
1. ↑  Karl Fallend: Wir trauern um Sophinette Becker. In: Werkblatt-Facebook-Account. 29. Oktober 2019, abgerufen am 1. November 2019.
2. ↑  Patsy l'Amour laLove: Denken, Sprechen, Handeln: Ein Nachruf auf Sophinette Becker. In: Jungle World. 13. November 2019, abgerufen am 13. November 2019.
3. ↑  Vgl. Ulrich Raulff: Kreis ohne Meister. 2009, S. 474.
4. ↑  Elisabeth Vlasich: 10 Jahre Arbeitskreis „Psychotherapie – Transsexualität“ Fachtagung und Feier: Bericht über die Fachtagung. In: vlasich.at. 26. November 2005, abgerufen am 26. Februar 2019.
5. ↑  Patsy l’Amour laLove: Nachruf auf Sophinette Becker. Denken, Sprechen, Handeln. In: Jungle World. 12. November 2019, ISSN 1613-0766 (jungle.world [abgerufen am 26. Januar 2020]).
6. ↑  Sophinette Becker: Lust im Wandel. (PDF; 85 kB) Vortrag vor Evangelische Familienberatung in Westfalen. In: hauptstelle-ekvw.de. 27. März 2014, abgerufen am 26. Februar 2019.
7. ↑  Klinische Tagung 2018. In: Deutsche Gesellschaft für Sexualforschung. 2018, abgerufen am 8. August 2020.
8. ↑  Deutsche Gesellschaft für Sexualforschung (Hrsg.): Abstracts Klinische Tagung DGfS 2018. 2018, S. 1 (dgfs.info [PDF; 323 kB; abgerufen am 8. August 2020]).
9. ↑  Sophinette Becker, Petra Becker-von Rose, Bernd Laufs: Einblicke in die Medizin während des Nationalsozialismus – Beispiele aus der Heidelberger Universität. In: Karin Buselmeier, Dietrich Harth, Christian Jansen (Hrsg.): Auch eine Geschichte der Universität Heidelberg. Mannheim 1985, S. 315–336.
10. ↑  Becker, Sophinette/Stillke, Cordelia: Von der Bosheit der Frau. In: Karola Brede u. a. (Hrsg.): Befreiung zum Widerstand. Aufsätze zu Feminismus, Psychoanalyse und Politik. Fischer, Frankfurt am Main 1987, S. 13–23.
11. ↑  Sophinette Becker: Bewußte und unbewußte Identifikationen der 68er Generation. In: Brigitte Rauschenbach (Hrsg.): Erinnern, Wiederholen, Durcharbeiten. Zur Psycho-Analyse deutscher Wenden. Berlin 1992, ISBN 978-3-7466-0186-1, S. 269–275.
Dazu Ute Scheub: Erinnyen oder Erinnern: „Zur Psychoanalyse deutscher Wenden“, ein Kongreß an der Freien Universität Berlin / „Gewendete Biographien“ bei der „HJ-Generation“, den West-68ern und den Ost-89ern. In: Die Tageszeitung (taz). 17. Februar 1992, S. 6, abgerufen am 2. November 2019.
Cornelia Brink: Ikonen der Vernichtung: Zum öffentlichen Gebrauch von Fotografien aus nationalsozialistischen Konzentrationslagern nach 1945. Akademie, Berlin 1998, S. 192 (google.de).
12. ↑  Sophinette Becker, Hans Becker: Die Wiedervereinigung der Schuld. In: psychosozial. Band 45, 1991, S. 64–75.
13. ↑  Hans Becker, Sophinette Becker: Von der ersten zur zweiten und jetzt zur dritten Schuld. In: Hermann Glaser (Hrsg.): Die Mauer fiel, die Mauer steht. Ein deutsches Lesebuch 1989–1999. dtv, München 1999, S. 33 (zuerst erschienen in Frankfurter Rundschau am 9. November 1990).
14. ↑  Mark Arenhövel: Demokratie und Erinnerung: der Blick zurück auf Diktatur und Menschenrechtsverbrechen. Campus, Frankfurt / New York 2000, S. 23.
15. ↑  Sophinette Becker: Aktuelle Diskurse über Pädophilie und ihre Leerstellen. In: M. S. Baader, C. Jansen, J. König, C. Sager (Hrsg.): Tabubruch und Entgrenzung: Kindheit und Sexualität seit 1968. Böhlau, Köln / Weimar / Wien 2017, ISBN 978-3-412-50793-0.

| Personendaten    | Personendaten                                                   |
| ---------------- | --------------------------------------------------------------- |
| NAME             | Becker, Sophinette                                              |
| KURZBESCHREIBUNG | deutsche Psychotherapeutin, Sexualwissenschaftlerin und Autorin |
| GEBURTSDATUM     | 15. Dezember 1950                                               |
| GEBURTSORT       | Lindau im Bodensee                                              |
| STERBEDATUM      | 24. Oktober 2019                                                |